# Takeoff
Takeoff, właśc. Kirshnik Khari Ball (ur. 18 czerwca 1994 w Lawrenceville, zm. 1 listopada 2022 w Houston) – amerykański raper. Znany jako członek trio Migos, powstałego w hrabstwie Gwinnett, stworzonego przez niego wraz z raperami Quavo i Offset. Zmarł 1 listopada 2022 z powodu ran odniesionych podczas strzelaniny w Houston w Teksasie.

## Wczesne życie
Kirshnik Khari Ball urodził się 18 czerwca 1994 roku w Lawrenceville w stanie Georgia, w Hrabstwie Gwinnett. Wraz ze swoim wujkiem Quavo i kuzynem Offsetem tworzył zespół Migos.

## Kariera
Wraz z Quavo i Offsetem, Takeoff zaczął rapowanie w 2008 roku. Grupa początkowo występowała pod pseudonimem Polo Club, ale ostatecznie zmieniła nazwę na Migos. Zespół wydał swój pierwszy, mixtape zatytułowany Juug Season,  25 sierpnia 2011 roku. Kolejny mixtape No Label, 1 czerwca 2012 roku.
Ich debiutancki album studyjny, Yung Rich Nation, został wydany w lipcu 2015 roku, gościnnie pojawili się: Chris Brown i Young Thug. Został wyprodukowany przez Zaytovena i Murda Beatz. Album osiągnął 17 miejsce na liście Billboard 200
Raperzy zyskali ogromny rozgłos w 2016 roku po wydaniu piosenki Bad and Boujee. Piosenka znalazła się na pierwszym miejscu listy Billboard Hot 100 21 stycznia 2017 roku, a na liście Hot Rap Songs utrzymywała się na pierwszym miejscu przez 12 tygodni. Piosenka uzyskała cztery razy platynowy certyfikat w branży nagraniowej Stowarzyszeń Ameryki (RIAA). Takeoffa można zobaczyć w jednej ze scen w teledysku, nie napisał tekstu ani nie śpiewał. Sam stwierdził, że pojawił się tylko raz w piosence, ponieważ był zajęty w trakcie nagrywania. 24 czerwca 2017 r., podczas krótkiego wywiadu dla Everyday Struggle podczas BET Awards 2017, został zapytany przez gospodarzy Joe Buddena i DJ-a Akademiksa, dlaczego nie udzielił się w piosence, na co odpowiedział: „Czy wygląda jakbym nie znalazł się na "Bad And Boujee"?”. Po tym wywiadzie, słowa rapera stały się memem internetowym.
Drugi album studyjny Migos, Culture, ukazał się 27 stycznia 2017 r., debiutując na pierwszym miejscu listy Billboard 200 w USA, sprzedano ponad 44 000 egzemplarzy, w pierwszym tygodniu. Album uzyskał certyfikat platynowy w USA w lipcu 2017 roku.
Trzeci album grupy, Culture II, został wydany 26 stycznia 2018 roku. Stał się drugim albumem grupy, który zadebiutował na pierwszym miejscu listy Billboard 200, sprzedając się w ponad 38 000 egzemplarzach, w pierwszym tygodniu.

## Śmierć
1 listopada 2022 r. Takeoff został zastrzelony w 810 Billiards & Bowling w Houston w Teksasie.  Po zakończonej około 1:00 w nocy lokalnego czasu prywatnej imprezie Takeoff wraz z grupą około 40 osób zebrali się na balkonie przed kręgielnią, aby obserwować grę w kości, w której brał udział wujek Takeoffa i członek Migos – Quavo. Houston Chronicle i TMZ donieśli, że podczas gry wybuchła kłótnia zakończona strzelaniną, w której postrzelony w głowę został Takeoff, ponosząc śmierć na miejscu. Quavo nie ucierpiał w strzelaninie. Na nagraniu z miejsca zdarzenia, zamieszczonym w serwisie Twitter widać, jak Takeoff leży martwy w kałuży krwi, a zrozpaczony Quavo woła o pomoc. 
Quavo opublikował wideo kilka godzin wcześniej, jeżdżąc po Houston z Jamesem Princem, który obchodził swoje urodziny.
Wydział Policji w Houston poinformował, że śmiertelna strzelanina miała miejsce o 2:40 rano czasu lokalnego. Oficerowie w momencie przyjazdu zastali zwłoki Takeoffa, a dwie inne ofiary zostały „zabrane prywatnymi pojazdami do szpitali”.  Departament dodał później: „nie ujawniamy tożsamości zmarłej ofiary, dopóki jego rodzina nie zostanie powiadomiona, a tożsamość potwierdzona przez Instytut Nauk Sądowych Hrabstwa Harris”. Policja w Houston potwierdziła później, że Takeoff zginął podczas strzelaniny.
Pozostali odnieśli obrażenia nie zagrażające życiu. 

### Reakcje
Wkrótce po ogłoszeniu jego śmierci, znane osobistości, w tym Snoop Dogg, Mike Tyson, Desiigner, Rae Sremmurd, Lil Pump, Gucci Mane, Wiz Khalifa, Kid Cudi, Ja Rule, Keri Hilson, Rich the Kid oraz wielu innych opublikowali kondolencje na swoich kontach w mediach społecznościowych.

## Dyskografia

### Albumy studyjne
- The Last Rocket (2018)